# Arbash Film
La società cooperativa di produzione cinematografica Arbash Film è una società di produzione cinematografica siciliana con sede ad Aliminusa in provincia di Palermo.
È stata fondata nel 1989 ad Aliminusa nella città natale del suo fondatore: il regista Pasquale Scimeca. Tra i co-fondatori: Rosario Calanni Macchio, Piero Li Pani e Rosa Scimeca. Ha realizzato diversi film e documentari e vinto premi e riconoscimenti.

## Filmografia
- La donzelletta (1989)
- Un sogno perso (1992)
- Appunti per un film su Il giorno di San Sebastiano (1993)
- Il giorno di San Sebastiano (1994)
- L'altra Sicilia: cento anni in rivolta (1994)
- Nella tana del lupo (1994)
- Echi e rumori dal silenzio (1994)
- Paolo Borsellino (1995)
- Viaggiu Dulurusu (1995)
- I briganti di Zabut (1997)
- Viale dell'Idroscalo (1998)
- Placido Rizzotto, regia di Pasquale Scimeca (2000)
- Un altro mondo è possibile (2001)
- Sem Terra, regia di Pasquale Scimeca e Roberto Torelli (2002)
- Né terra né cielo, regia di Giuseppe Ferlito (2003)
- Gli indesiderabili (2003)
- La passione di Giosuè l'ebreo, regia di Pasquale Scimeca (2005)
- Rosso Malpelo, regia di Pasquale Scimeca (2007)
- Il cavaliere Sole (2008)
- Malavoglia (2010)

## Riconoscimenti
- 1993 Globo d'oro per la miglior opera prima a Il giorno di san Sebastiano
- 1996 Premio della giuria a I briganti di Zabut al Grosseto Film Festival
- 2000 Premio Fedic a Placido Rizzotto alla 57ª Mostra Internazionale d'Arte Cinematografica di Venezia
- 2000 Premio Grolla d'Oro per la migliore Sceneggiatura a Placido Rizzotto
- 2001 Premio Film TV a Placido Rizzotto al Sannio FilmFest
- 2001 Premio Ninfa d'Argento città di Vittoria
- 2002 Premio Airone d'oro per la sceneggiatura a Placido Rizzotto al Miami latin film festival[senza fonte]
- 2003 Prix Sergio Leone per Gli indesiderabili al Festival del cinema italiano di Annecy[1]
- 2005 Premio Unesco a La passione di Giosuè l'ebreo alla 62ª Mostra Internazionale d'Arte Cinematografica di Venezia[2]
- 2007 Premio Amnesty International a Rosso Malpelo alla 37ª Giffoni Film Festival[3]